# Kocour v botách s opilcem
Kocour v botách s opilcem, polsky Kot w Butach z Pijakiem nebo Rzeźba Kota w Butach z pijakiem, je bronzová plastika a sousoší na náměstí Rynek v polském městě Bytom Odrzański.

## Historie a popis
Kocour v botách s opilcem ztvárňuje kráčejícího opilého muže a kocoura v botách, kteří jsou oblečeni do kostýmů z 18. století. Potácející muž v záklonu dopíjí z misky zbytek alkoholu a opírá se levou rukou o rameno kocoura. Kocour vede muže domů. Podle legendy kocour žije ve městě už 400 let a pomáhá opilým obyvatelům najít cestu domů. Humorná bronzová plastika byla postavena v roce 2007 a patří mezi místní kuriozity.

### Rýmovaný nápis na pamětní desce
Před dílem je na zemi umístěna bronzová deska s vysvětlujícím nápisem:
| „                              | MIŁY GOŚCIU ZDAJ SIĘ NA CZARNEGO KOCURA KTÓRY PRZEZ CZTERY WIEKI NIE SKĄPIŁ NIKOMU OPIEKI A TERAZ POMOŻE I TOBIE GDY PODOCHOCONY NIE BĘDZIESZ WIEDZIAŁ W KTÓRE ZMIERZAĆ STRONY 2007 | MILÝ HOSTE SPOLEHNI SE NA ČERNÉHO KOCOURA KTERÝ PO ČTYŘI STOLETÍ NEODEPŘEL NIKOMU SVOU PÉČI A TEĎ POMŮŽE I TOBĚ KDY „POSILNĚNÝ“ NEBUDEŠ VĚDĚT V KTERÉ SE VYDAT STRANY 2007 | “ |
| — překlad za účelem rýmu Fry72 | | |   |

### Novodobá tradice
Z legendy se stala každoroční tradice, kdy v srpnu 2010 se na Rynku poprvé konalo Hledání kočky (Szukanie Kota). Účastníci akce hledali podle indicií miniaturní sošku Kocoura v botách s opilcem skrytou ve městě.

## Galerie

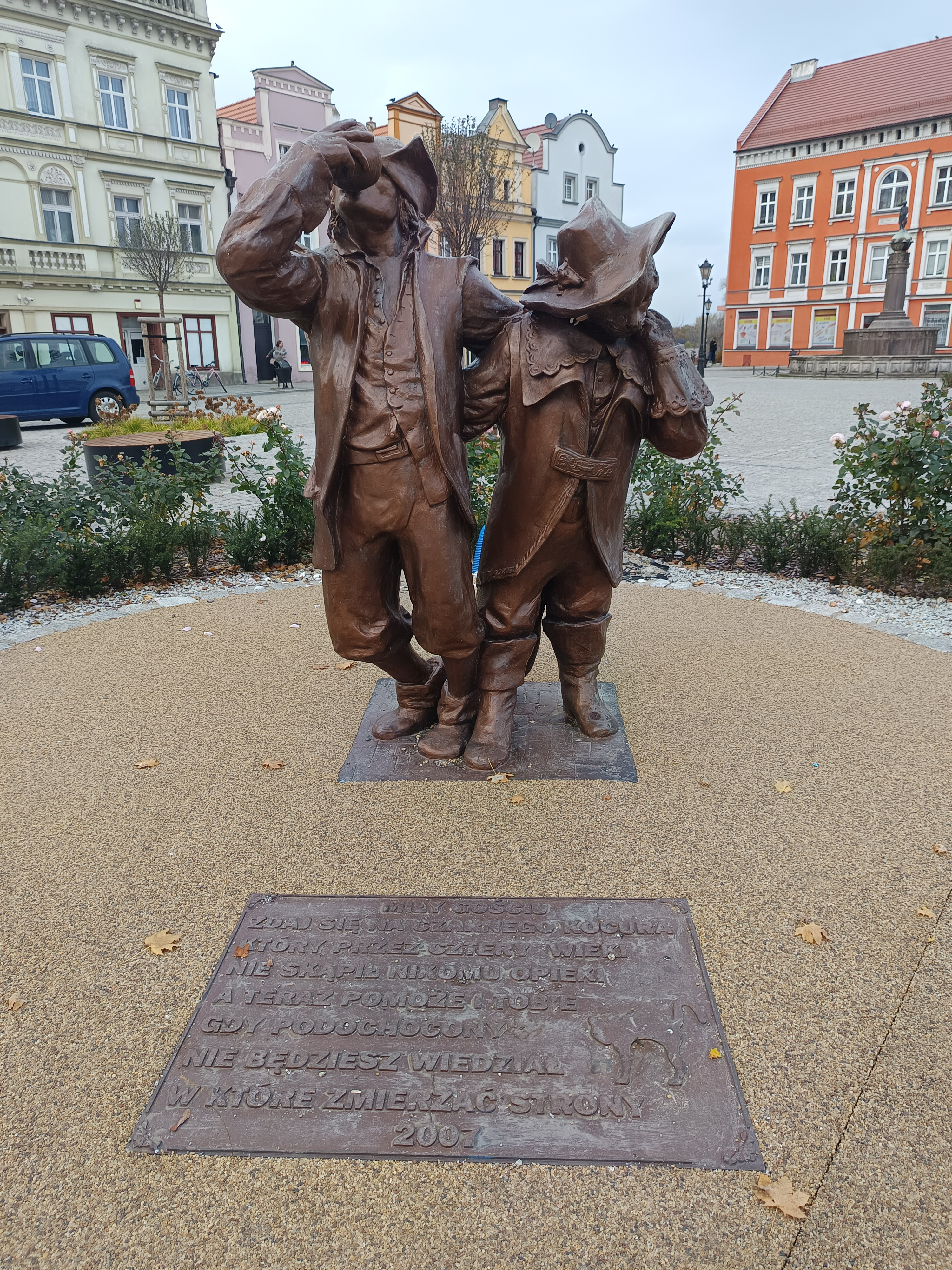
Čelní pohled
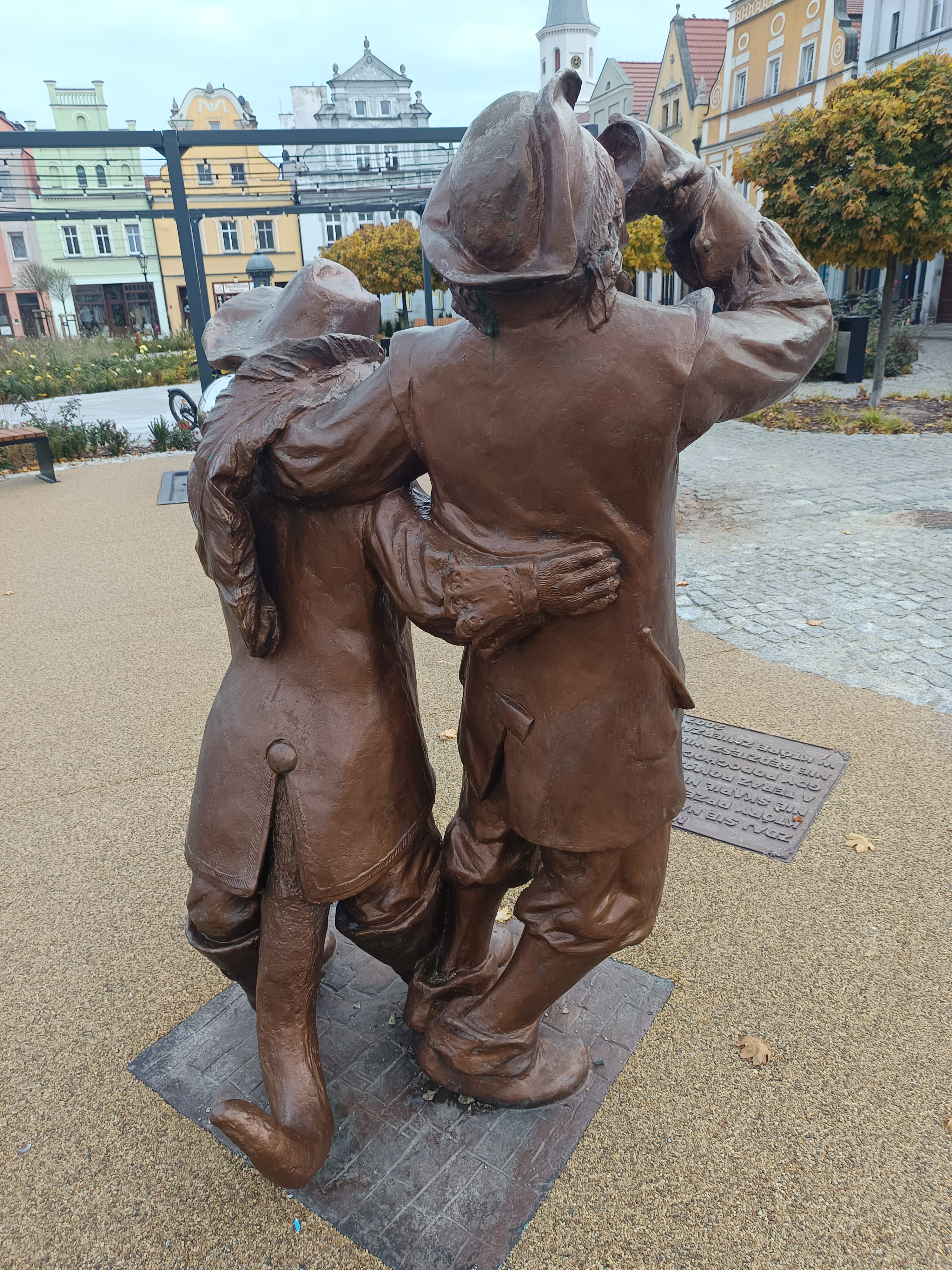
Zadní pohled
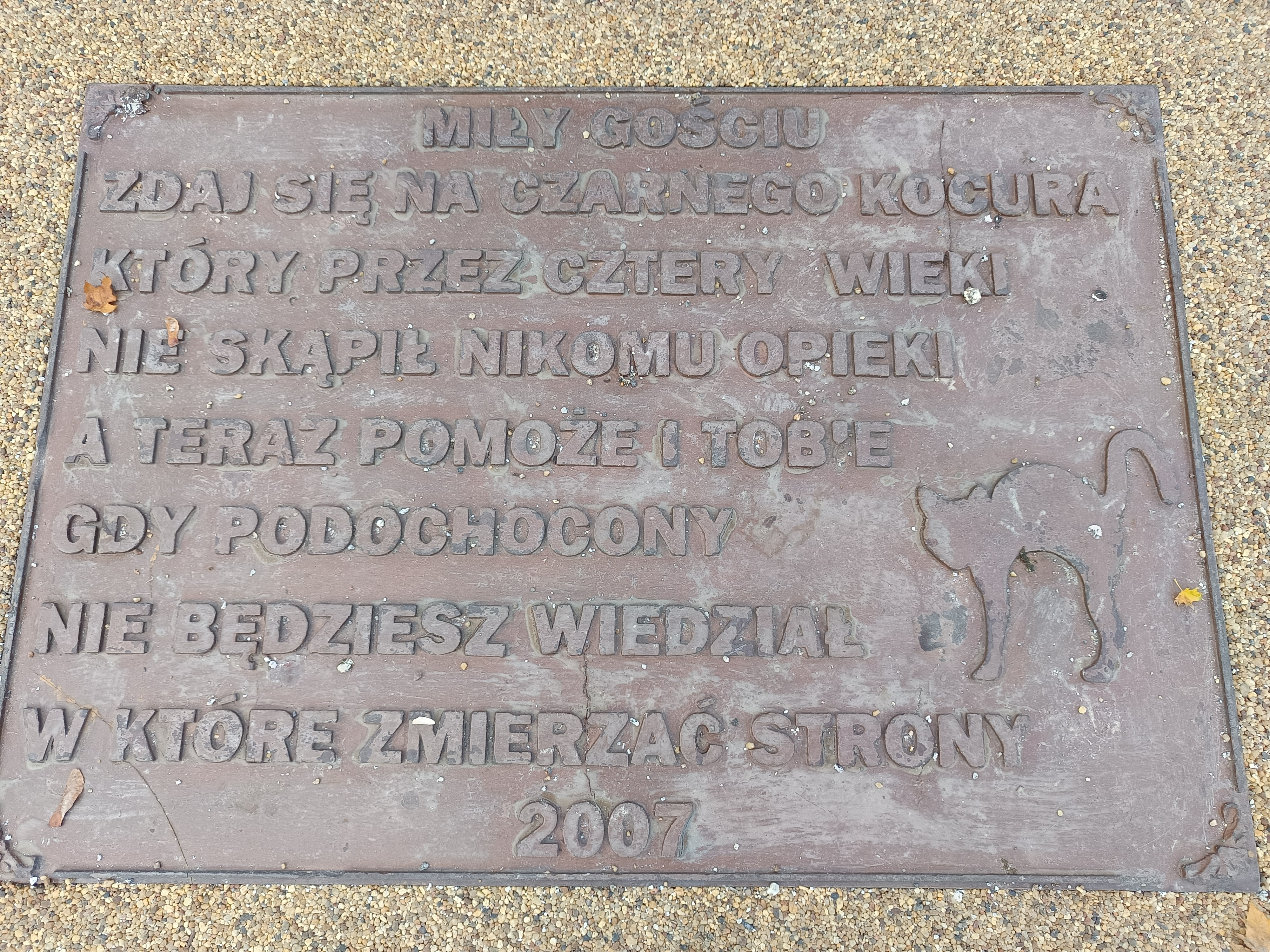
Nápis před dílem
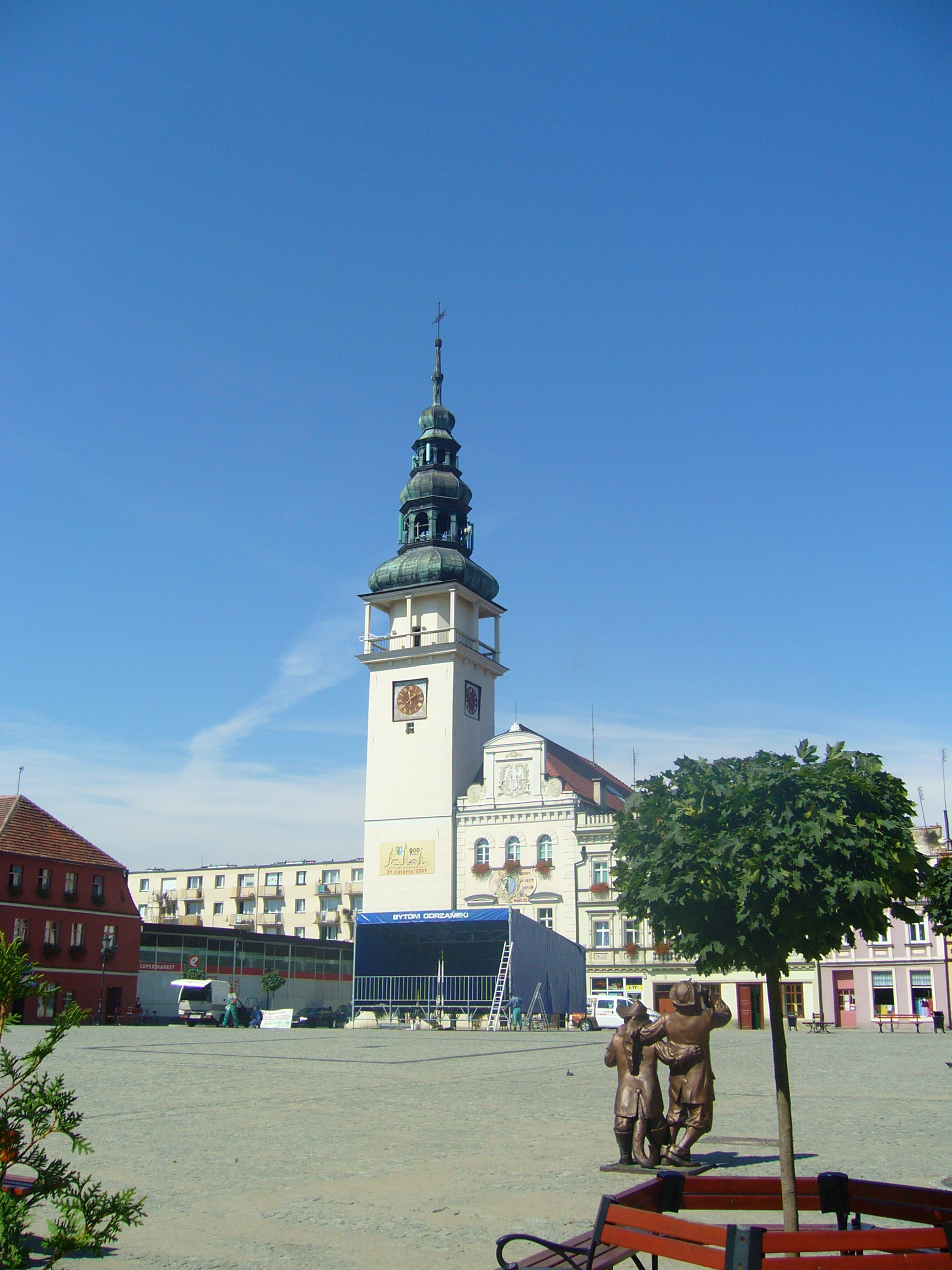
Umístění díla na náměstí